# Estany de la Llosa (els Angles)
L'Estany de la Llosa és un estany a cavall dels termes comunals dels Angles, a la comarca del Capcir, i d'Angostrina i Vilanova de les Escaldes, a la comarca de l'Alta Cerdanya, tots dos de la Catalunya del Nord.
Està situat a 2.237,5 metres d'altitud sobre el nivell del mar. Rep les aigües del Rec de Puig Peric, un dels orígens de la Tet. En el costat nord de l'estany hi ha una zona de molleres, o aiguamolls. L'estany té una superfície d'uns 0,13 km².